# Las Palmas de Gran Canaria (Gerichtsbezirk)
Der Gerichtsbezirk Las Palmas de Gran Canaria ist einer der sieben Gerichtsbezirke in der Provinz Las Palmas.
Der Bezirk umfasst 3 Gemeinden auf einer Fläche von 162,25 km² mit dem Hauptquartier in Las Palmas de Gran Canaria.

## Gemeinden
| Gemeinde                                  | Einwohner (2024) | Fläche km² | Dichte Einw./km² | Cod INE | Postleitzahl        |
| ----------------------------------------- | ---------------- | ---------- | ---------------- | ------- | ------------------- |
| Las Palmas de Gran Canaria                | 380.436          | 100,55     | 3.784            | 35016   | 35001–35020         |
| Santa Brígida                             | 18.551           | 23,81      | 779              | 35021   | 35300, 35307–35310  |
| Vega de San Mateo                         | 7.856            | 37,89      | 207              | 35033   | 35320, 35328, 35329 |
| Gerichtsbezirk Las Palmas de Gran Canaria | 406.843          | 162,25     | 2.508            | –       | –                   |